# Inca Music
Inca Music est une maison de disques française fondée en 1991 par Thierry Rueda et fermée en 2004 à la suite de sa faillite.
Elle comprenait plusieurs sous-labels et en distribuait d'autres, parmi lesquels : Inca, Mohican, Omnisounds (ex-Omnisonus), Cœur de Lion, Inca Production Canada et Apricot Records (sous-label House de Omnisounds).

## Apricot Records
Apricot fut un label particulièrement reconnu dans le monde de la musique électronique, spécialisé dans la musique house. Fondé en 1993 par Thierry Rueda, Cédric Azencoth (notamment connu pour avoir fondé le groupe Dax Riders) et Jean-Charles Rousselle (alias DJ Sonic), il ferme ses portes en 2004 après la publication en 2003 d'une compilation Ten years of Apricot Records.

## Artistes
Parmi les artistes produits par Inca ou ses labels on retrouve :
- Les Elles (3 albums)
- Grand Popo Football Club
- Saucermen
- Felix Da Housecat (2 albums)
- DJ Rush
- Yves Duteil
- Frédérick Rousseau
- Miro
- Shola Ama
- Ménélik